# Józef Dwornicki
Józef Dwornicki (Danek-Dwornicki) właśc. Józef Danek (ur. 4 lipca 1915 w Krakowie, zm. 30 listopada 1968 tamże) – polski aktor teatralny, filmowy i radiowy.

## Życiorys
Kształcił się w Krakowie, gdzie uczęszczał do prywatnej szkoły dramatycznej Bronisława Dąbrowskiego oraz Miejskiej Szkoły Dramatycznej, którą ukończył w 1931 roku. Występował w Teatrze Domu Żołnierza Polskiego (1933–1935) oraz w teatrze rewiowym Bagatela (1935–1937). W latach 1937–1939 przebywał poza Krakowem, występując w Teatrze Kameralnym w Katowicach oraz objazdowym Teatrze Ziemi Krakowskiej.
Lata II wojny światowej spędził w Krakowie, pracując m.in. jako konduktor i motorniczy kolei elektrycznej. W latach 1944–1945 występował w jawnym Teatrze Powszechny, działającym w gmachu Starego Teatru. Po wyzwoleniu był członkiem zespołu artystycznego Wojewódzkiej Komendy MO w Rzeszowie (1945), by następnie powrócić do Krakowa, gdzie występował aż do śmierci na deskach Starego Teatru (1945–1946, 1954–1968), Teatru Kameralnego, a następnie Powszechnego TUR (1946–1948) oraz Miejskich Teatrów Dramatycznych (1949–1954). Zagrał w jednym przedstawieniu Teatru Telewizji (1966). Jak aktor radiowy wziął udział w dwunastu słuchowiskach Teatru Polskiego Radia (1949–1960) oraz występował w Polskim Radiu Kraków m.in. w audycjach Wiedzą sąsiedzi, jak kto siedzi.

## Filmografia
- Podhale w ogniu (1955)
- Pigułki dla Aurelii (1958)